# Bauhinia diphylla
Bauhinia diphylla är en ärtväxtart som beskrevs av Buch.-ham. Bauhinia diphylla ingår i släktet Bauhinia och familjen ärtväxter. Inga underarter finns listade i Catalogue of Life.